# Obolcola aliena
Obolcola aliena là một loài bướm đêm trong họ Geometridae.